# Kadazandusun
Kadazandusun (scritto anche Kadazan-Dusun) è il termine che definisce l'unificazione della classificazione di due tribù indigene nello stato malese di Sabah, i gruppi etnici Kadazan e Dusun.

## Storia
La designazione è ufficialmente riconosciuta come risultato di azioni politiche, in particolare come risoluzione della conferenza dei membri della Quinta Associazione Culturale Kadazan (KCA), che ebbe luogo tra il 4 e il 5 novembre 1989 (la KCA fu poi rinominata KDCA - Associazione Culturale Kadazan-Dusun). Durante la conferenza, si stabilì che questo fosse il miglior approccio tra le varie alternative per risolvere la crisi di identità delle etnie "Kadazan" e "Dusun", una crisi che aveva impedito lo sviluppo e la crescita della comunità multietnica Kadazan e Dusun da un punto di vista socio-culturale, economico e politico, fin da quando, nei primi anni sessanta, si erano accesi i primi sentimenti nazionalistici che avevano messo in contrapposizione le due comunità etniche.
Questa fu la base che condusse poi lA United Sabah Dusun Association (USDA) e la Kadazandusun Cultural Association (KDCA) a decidere che la lingua da insegnare nelle scuole come Pupils' Own Language (POL - tradotto: "Lingua propria degli alunni") fosse conosciuta come lingua Kadazandusun, basata soprattutto sul dialetto Bundu-Liwan ed arricchita da altri dialetti Kadazandusun. Nella Universiti Malaysia Sabah (UMS), è stata istituita una cattedra al fine di approfondire la ricerca e la documentazione del patrimonio e delle culture Kadazandusun. L'università offre la lingua Kadazandusun come materia di studio facoltativa, che peraltro è molto popolare tra gli studenti stranieri.   
I Kadazan e i Dusun condividono la stessa lingua e cultura, malgrado siano presenti delle differenze nel dialetto. Molti ritengono che la differenza sostanziale tra i due gruppi etnici siano le loro influenze geografiche tradizionali. I Kadazan sono soprattutto abitanti della pianeggiante valle del delta, che favorisce la coltivazione del riso, mentre i Dusun sono per tradizione gli abitanti delle regioni collinari e montuose note con il nome di "Kedai", una parola di lingua dusun che significa "negozio".  
| Controllo di autorità | LCCN (EN) sh85040090 · J9U (EN, HE) 987007565479405171 |